# 織田信成 (花樣滑冰)
織田信成（日语：／ Oda Nobunari，1987年3月25日—），日本花式滑冰選手，出生於大阪府高槻市。2006年四大洲花式滑冰錦標賽冠軍，四度登上國際滑冰聯盟花式溜冰大獎賽總決賽頒獎台（2009年及2010年獲銀牌，2006年及2013年獲銅牌），2005年世界青少年花樣滑冰錦標賽冠軍，2008年日本花式溜冰錦標賽冠軍。2010年溫哥華冬季奧運日本男子代表選手之一。2013年12月24日宣布從賽場引退。

## 私人生活
織田信成是日本戰國時代武將織田信長旁系第十七代孫，不過引起部份系譜學家的質疑，2010年與中學同學結婚，育有三子。